# جنون (فیلم ۱۹۹۲)
جنون (به هندی: Junoon) (به انگلیسی: Obsession) فیلم ترسناک فانتزی زبان هندی است که محصول سال ۱۹۹۲ هند بوده و کارگردانی آن را ماهش بات برعهده داشته‌است. راهول روی در نقش مرد جوانی بازی می‌کند که به خاطر نفرین، در هر شب قرص کامل ماه به ببر تبدیل می‌شود. از قرار معلوم، فیلم جنون از فیلم گرگ‌نمای آمریکایی در لندن تولید سال ۱۹۸۱ الهام گرفته‌است. فیلم از لحاظ فروش موفق بود و دیدگاه‌های مثبتی را دریافت کرد.